# علی‌آباد پشت ریگ
علی‌آباد پشت ریگ، روستایی در دهستان پشت ریگ بخش مرکزی شهرستان ریگان در استان کرمان ایران است. این روستا، مرکز دهستان پشت ریگ است.

## جمعیت
بر پایه سرشماری عمومی نفوس و مسکن در سال ۱۳۹۵، جمعیت این روستا برابر با ۱٬۳۷۹ نفر (۳۵۹ خانوار) بوده است.